# Хара-Хужир
Хара́-Хужи́р (бур. Хара хужар — чёрные солонцы) — улус в Окинском районе Бурятии. Входит в сельское поселение «Орликское».

## География
Расположен в межгорной котловине на правом берегу реки Оки при впадении речки Хара-Хужир, в 15 км северо-западнее райцентра и центра сельского поселения — села Орлик.

## Население
| 2002 | 2010 |
| ---- | ---- |
| 216  | ↘214 |